# 柔远县 (金朝)
柔远县，中国古县名。
金朝大定十年（1170年）置，治所在今河北省张北县。初隶宣德州，明昌三年（1192年）属抚州。元朝中统四年（1263年），改高原县。 